# 1963-as vásárvárosok kupája-döntő
Az 1963-as vásárvárosok kupája-döntő volt az ötödik VVK-döntő. A trófeáért a címvédő spanyol Valencia CF és a jugoszláv Dinamo Zagreb mérkőzött. Az oda-visszavágós párharcot 4–1-es összesítéssel a Valencia nyerte, így megvédte címét.

## Mérkőzésadatok

### 1. mérkőzés
| 1963. június 12. |

| Dinamo Zagreb | 1–2   | Valencia              |
| ------------- | ----- | --------------------- |
| Zambata 13'   | (1–0) | Waldo 64' Urtiaga 67' |

| Makszimir Stadion, Zágráb Nézőszám: 40 000 Játékvezető: Giuseppe Adami (olasz) |

| DINAMO ZAGREB:   |   |                 |
|                  |   |                 |
| GK               | 1 | Zlatko Škorić   |
|                  |   | Rudolf Belin    |
|                  |   | Mirko Braun     |
|                  |   | Marijan Biscam  |
|                  |   | Vlatko Marković |
|                  |   | Željko Perušić  |
|                  |   | Zdenko Kobešćak |
|                  |   | Slaven Zambata  |
|                  |   | Tomislav Knez   |
|                  |   | Željko Matuš    |
|                  |   | Stjepan Lamza   |
| Vezetőedző:      |   |                 |
| Milan Antolković |   |                 |

| VALENCIA CF:       |   |                          |
|                    |   |                          |
| GK                 | 1 | Ricardo Zamora de Grassa |
|                    |   | Vicente Piquer           |
|                    |   | Chicão                   |
|                    |   | Paquito                  |
|                    |   | Quincoces                |
|                    |   | José Sastre              |
|                    |   | Daniel Mañó              |
|                    |   | José María Sánchez Lage  |
|                    |   | Waldo                    |
|                    |   | Enrique Ribelles         |
|                    |   | José Antonio Urtiaga     |
| Vezetőedző:        |   |                          |
| Alejandro Scopelli |   |                          |

### 2. mérkőzés
| 1963. június 26. |

| Valencia           | 2–0   | Dinamo Zagreb |
| ------------------ | ----- | ------------- |
| Mañó 68' Nuñez 78' | (0–0) |               |

| Estadio Mestalla, Valencia Nézőszám: 55 000 Játékvezető: Kevin Howley (angol) |

| VALENCIA CF:       |   |                          |
|                    |   |                          |
| GK                 | 1 | Ricardo Zamora de Grassa |
|                    |   | Vicente Piquer           |
|                    |   | Chicão                   |
|                    |   | Paquito                  |
|                    |   | Quincoces                |
|                    |   | José Sastre              |
|                    |   | Daniel Mañó              |
|                    |   | José María Sánchez Lage  |
|                    |   | Waldo                    |
|                    |   | Enrique Ribelles         |
|                    |   | Héctor Núñez             |
| Vezetőedző:        |   |                          |
| Alejandro Scopelli |   |                          |

| DINAMO ZAGREB:   |   |                 |
|                  |   |                 |
| GK               | 1 | Zlatko Škorić   |
|                  |   | Rudolf Belin    |
|                  |   | Mirko Braun     |
|                  |   | Zdravko Rauš    |
|                  |   | Vlatko Marković |
|                  |   | Željko Perušić  |
|                  |   | Zdenko Kobešćak |
|                  |   | Slaven Zambata  |
|                  |   | Tomislav Knez   |
|                  |   | Željko Matuš    |
|                  |   | Stjepan Lamza   |
| Vezetőedző:      |   |                 |
| Milan Antolković |   |                 |

Összesítésben a Valencia 4–1-re nyert.
| Az 1962–1963-as vásárvárosok kupája győztese |
| -------------------------------------------- |
| Valencia CF 2. cím                           |